# Hassan Pakravan
Le général de division (Sar-Lashgar) Hassan Pakravan, né le 4 août 1911 à Téhéran et mort le 11 avril 1979 dans la même ville, est un militaire et diplomate iranien. Il a été le 2e directeur de la SAVAK (organe de la police politique), succédant à Teymour Bakhtiar. 

## Biographie
Fils d'un haut fonctionnaire et diplomate et d'une mère professeur à l'université de Téhéran, titulaire du prix Rivarol, donné aux étrangers écrivant en français, il étudie au lycée français du Caire puis à l'université de Liège et poursuit sa formation militaire dans les écoles d'artillerie de Poitiers et de Fontainebleau, ce qui en fait un parfait francophone. 
Il est le numéro 2 de la SAVAK à sa création et en est le directeur au moment de la révolte organisée par Rouhollah Khomeini en 1963, en pleine révolution blanche. Condamné à mort par le tribunal militaire, Khomeini est sauvé par le général Pakravan qui insiste auprès du chah pour commuer sa peine en un exil. Le souverain accepte et Khomeini est exilé en Turquie et ensuite en Irak. Le général Pakravan a par ailleurs interdit tout usage de la torture à ses hommes, parfois pratiquée jusque là sur des prisonniers lors d'interrogatoires. En 1965, jugé pas assez répressif par le chah après l'assassinat du premier ministre Hassan Ali Mansur, le général Pakravan est remplacé par un autre général, Nematollah Nassiri. 
Hassan Pakravan assume ensuite les fonctions de ministre de l'Information (1968-1966), d'ambassadeur au Pakistan (1966-1969) et en France (1969-1973), et de conseiller des ministères des Affaires étrangères et de la Cour. En 1977, il est appelé à reprendre du service, en tant que le numéro 2 du ministère de la Cour, afin de mettre un terme à la corruption dans l’entourage du chah. Après la révolution iranienne, il est arrêté et le tribunal islamique le condamne à mort sans lui laisser la possibilité de se défendre. Pakravan est exécuté le 11 avril 1979. 
Il a épousé Fatemeh Élisabeth Farifteh (1917-2014).

## Décorations
- Grand-croix de la Légion d'honneur (France) le 16 janvier 1974[3].

## Sources
- Assar-e Angosht-e Savak vol. 1, Nima publishing, Paris, février 1994.
- Interview de Fatemeh Pakravan (la femme de Hassan Pakravan), Iranian Oral History Project, Harvard University Center for Middle Eastern Studies, 2003.